# Voedingspiramide

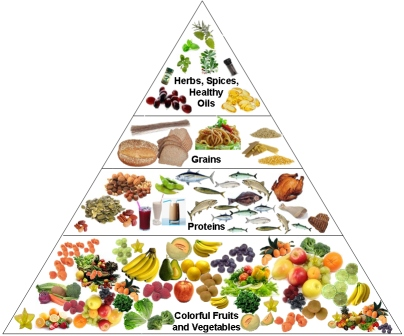
De Amerikaanse voedingspiramide

De voedingspiramide is een wereldwijd bekend hulpmiddel dat gebruikt wordt om ervoor te zorgen dat mensen a) op hun dieet letten en b) een gezonde maaltijd eten. Het is daarbij de bedoeling dat regelmatig iets uit elke groep van de piramide gegeten wordt. De voedingspiramide is ook belangrijk voor patiënten met bijvoorbeeld diabetes en andere soortgelijke ziekten.
In Nederland wordt de Schijf van Vijf als indicatiemethode gebruikt van een gezond eetpatroon.
In Vlaanderen is de voedingsdriehoek gebruikelijker.

## De 5 groepen van de voedingspiramide zijn
| Groep | Voedingsstoffen                | Belangrijke bestanddelen                                                                                                   |
| ----- | ------------------------------ | --- |
| 1     | Groenten en fruit              | vitamines, zoals vitamine C en foliumzuur, mineralen zoals kalium, voedingsvezels en bioactieve stoffen. Portie per dag: 4 |
| 2     | Graan en graanproducten        | brood, aardappelen, rijst, pasta, koolhydraten, vezels, vitamine B en mineralen Portie per dag: 4                          |
| 3     | Zuivel                         | mineralen zoals ijzer en calcium, voor botstructuur. Portie per dag: 2                                                     |
| 4     | Vetten en oliën                | vitamine A, D en E en essentiële vetzuren. Portie per dag: 4                                                               |
| 5     | Vlees en vegetatieve variaties | Dit houdt in vlees en producten zoals soja en andere plantaardige variaties. Portie per dag: 2                             |